# تاراز
کوهِ تاراز یا تاراز کوه بختیاری با بلندای ۲۷۰۰ متر یکی از معروف ترین کوه‌های رشته‌کوه زاگرس است که در قلب سرزمین بختیاری در مرز استان خوزستان و استان چهارمحال و بختیاری، در کنار راه ارتباطی مسجدسلیمان به بازفت قرار دارد. فاصله آن با قلعه‌خواجه ۶۸ کیلومتر و با مسجدسلیمان ۱۲۰ کیلومتر است. در فصل بارندگی، آبشاری از این کوه جاری می‌شود که زیبایی خاصی دارد. پرسیاوش معروفترین گیاهِ منطقهٔ تاراز است.
از فرازِ قلهٔ تاراز می‌توان مناظری از جمله قلهٔ کینو، دشت شیمبار، و رودخانهٔ بازُفت را دید. این کوه در فرهنگ لرهای بختیاری، جایگاه ویژه‌ای دارد و در شعرهای فولکلور زیادی از آن یاد شده‌است. یادمان مسعود بختیاری، آبهمن علاءالدین، خواننده ترانه فولکوریک و عاشقانه کوک تاراز (کبک تاراز), که به همت دوست‌داران ایشان و به دست آقای هوشنگ فرجی ساخته شده در پای همین کوه قرار دارد.
منطقه گردشگری شیمبار و کوه تاراز همه ساله با شروع فصل زمستان و بارش برف پذیرای بختیاری‌های خوزستان است که به این منطقه سردسیر و سفید پوش از برف سفر می‌کنند.